# 櫻桃白蘭地

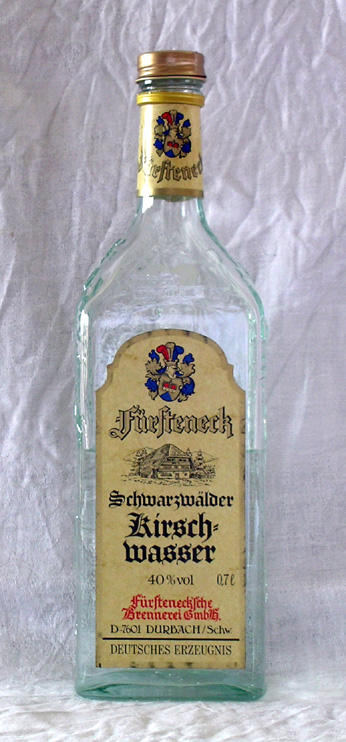
在德國生產的櫻桃酒，其酒精濃度為40%。

櫻桃白蘭地（德語：Kirschwasser）是一種透明且無色的白兰地，主要由酒漬櫻桃雙重蒸馏製成。而酒漬櫻桃為一種欧洲酸樱桃的栽培品种植物，現在也由其他種類的櫻桃製成。與櫻桃力娇酒不同，櫻桃白蘭地並不甜，它有時是從發酵的櫻桃汁中蒸餾出來的。